# 小嶺 (北九州市)
小嶺（こみね）は、福岡県北九州市八幡西区の地名。小嶺一丁目から三丁目の町がある。住居表示実施済み。郵便番号は807-0081。

## 地理
八幡西区の南部に位置し、北に町上津役西、町上津役東、東から南に大字小嶺、南西に小嶺台、西に船越、北西に大平と接する。

### 河川
- 二級河川 金山川
- 普通河川 井芝川

### 湖沼
- 浦の谷池
- 葉山中池
- 葉山下池

## 地域の特徴
町域の北縁に沿うように北九州高速4号線が走り、西端の小嶺出入口（小嶺インター）で町域の西部を縦断する国道211号に接続する。また北東端から南西に向かって山陽新幹線が走り抜ける。南西部では大字小嶺の小嶺大池から流れる井芝川が蛇行しながら北西流し、北縁を西流する金山川に合流する。東部は田畑や山林が残り、北部と中央部が住宅地、西部は準工業地域となっている。一丁目に小嶺シティボウル、二丁目に小嶺児童館、三井ハイテック 本社、ファッションセンターしまむら 小嶺店、三丁目に小嶺公民館、小嶺宮地獄神社、八千鉾神社、小嶺配水池などがある。

## 歴史
かつては西鉄バス北九州の小嶺自動車営業所があったが、2005年に廃止、2024年現在は小嶺車庫となっている。

### 沿革
- 1986年（昭和61年）6月1日 - 小嶺一丁目 - 三丁目新設[4][5]。

### 町名の変遷
| 実施内容          | 実施年月日               | 実施後     | 実施前                                       |
| ----------------- | ------------------------ | ---------- | -------------------------------------------- |
| 町名新設 住居表示 | 1986年（昭和61年）6月1日 | 小嶺一丁目 | 大字小嶺，大字上上津役，大字下上津役の各一部 |
| 町名新設 住居表示 | 1986年（昭和61年）6月1日 | 小嶺二丁目 | 大字小嶺，大字上上津役の各一部               |
| 町名新設 住居表示 | 1986年（昭和61年）6月1日 | 小嶺三丁目 | 大字小嶺，大字上上津役の各一部               |

## 世帯数と人口
2025年（令和7年）3月31日現在（北九州市発表）の世帯数と人口は以下の通りである。
| 町         | 世帯数  | 人口  |
| ---------- | ------- | ----- |
| 小嶺一丁目 | 36世帯  | 64人  |
| 小嶺二丁目 | 217世帯 | 383人 |
| 小嶺三丁目 | 236世帯 | 431人 |
| 計         | 489世帯 | 878人 |

### 人口の変遷
国勢調査による人口の推移。
| 1995年（平成7年）  | 1,707人 | [ 6 ]  |  |
| 2000年（平成12年） | 1,650人 | [ 7 ]  |  |
| 2005年（平成17年） | 1,508人 | [ 8 ]  |  |
| 2010年（平成22年） | 1,466人 | [ 9 ]  |  |
| 2015年（平成27年） | 1,271人 | [ 10 ] |  |
| 2020年（令和2年）  | 1,085人 | [ 11 ] |  |

### 世帯数の変遷
国勢調査による世帯数の推移。
| 1995年（平成7年）  | 541世帯 | [ 6 ]  |  |
| 2000年（平成12年） | 536世帯 | [ 7 ]  |  |
| 2005年（平成17年） | 515世帯 | [ 8 ]  |  |
| 2010年（平成22年） | 527世帯 | [ 9 ]  |  |
| 2015年（平成27年） | 466世帯 | [ 10 ] |  |
| 2020年（令和2年）  | 432世帯 | [ 11 ] |  |

## 学区
市立小・中学校に通う場合、学区は以下の通りとなる。
| 町         | 街区・戸番 | 小学校               | 中学校               |
| ---------- | ---------- | -------------------- | -------------------- |
| 小嶺一丁目 | 全域       | 北九州市立八児小学校 | 北九州市立八児中学校 |
| 小嶺二丁目 | 全域       | 北九州市立八児小学校 | 北九州市立八児中学校 |
| 小嶺三丁目 | 全域       | 北九州市立八児小学校 | 北九州市立八児中学校 |

## 交通

### バス
域内のバス停と系統は以下の通りである。
| 運行事業者 | 運行事業者 | 西鉄バス北九州 | 西鉄バス北九州 | 西鉄バス北九州 | 西鉄バス北九州 |
| 系統       | 系統       | 40             | 53             | 77             | 143            |
| 停留所     | 小嶺       | ○              | ○              | ○              | ○              |

### 道路
- 北九州高速4号線 小嶺出入口
- 国道211号

## 施設

### 公共施設
- 小嶺公民館

### 商業施設
- ファッションセンターしまむら 小嶺店

### 社会福祉施設
- 小嶺児童館

### 娯楽施設
- 小嶺シティボウル

### 寺社
- 小嶺宮地獄神社
- 八千鉾神社

### 公園
- 小嶺1号公園
- 小嶺3丁目公園
- 小嶺北公園
- 小嶺東公園
- 小嶺大池公園

### その他
- 三井ハイテック 本社

## 史跡
- 長崎街道 小嶺一里塚跡